# Турстенсен, Томас
Томас Турстенсен (норв. Thomas Thorstensen; 18 мая 1880, Ставангер, Ругаланн — 18 июня 1953) — норвежский гимнаст, чемпион и призёр летних Олимпийских игр.
На Играх 1908 года в Лондоне Турстен участвовал только в командном первенстве, в котором его сборная заняла второе место.
Через четыре года Турстен выступал за норвежскую сборную на Олимпиаде 1912 года в Стокгольме. В соревновании по произвольной системе его команда заняла первое место.